# 스티브 레드그레이브

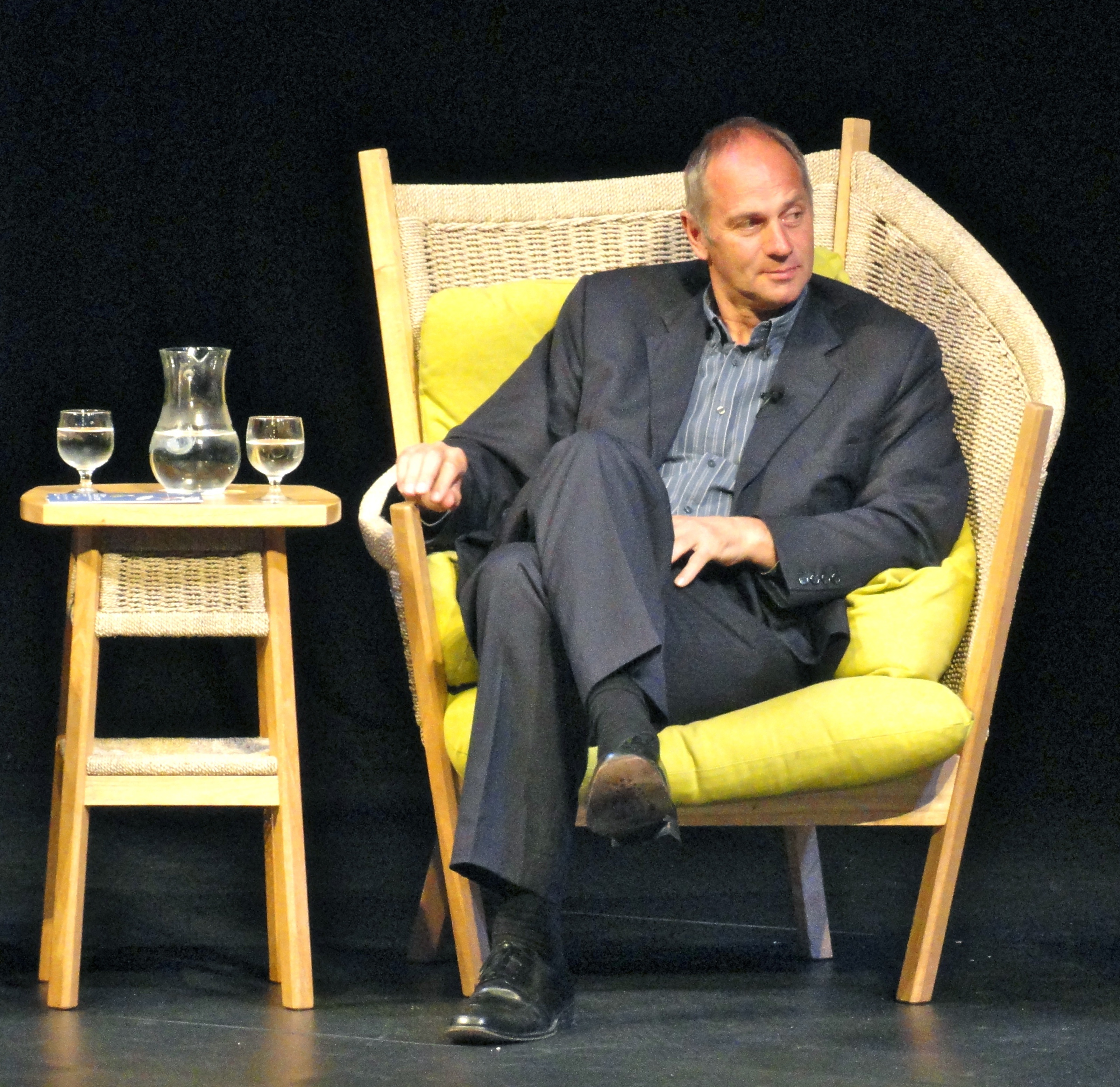
2011년 모습

스티브 레드그레이브(Steve Redgrave, 본명: Steven Geoffrey Redgrave CBE DL 경, 1962년 3월 23일 ~ )은 1984년부터 2000년까지 5회 연속 올림픽에서 금메달을 획득한 영국의 은퇴한 조정 (스포츠) 선수이다. 또한 코먼웰스 게임 금메달 3개와 세계 조정 선수권 대회 금메달 9개를 획득했다. 그는 올림픽 역사상 가장 성공적인 남자 조정 선수이자 지구력 스포츠 부문에서 5번의 올림픽에서 금메달을 획득한 유일한 남자이다.
레드그레이브는 영국 역사상 가장 위대한 올림픽 선수 중 한 명으로 간주된다. 2016년 현재 그는 사이클리스트 크리스 호이 경, 제이슨 케니 경, 브래들리 위긴스 경에 이어 영국 올림픽 선수 중 4번째로 많은 훈장을 받았다. 그는 올림픽 개막식에서 두 차례에 걸쳐 영국 국기를 들고 다녔다. 2002년에 그는 BBC가 선정한 위대한 영국인 100인 중 36위를 차지했다. 그는 2011년 BBC 올해의 스포츠인상 – 평생 공로상을 수상했다.

## 같이 보기
- 올림픽 다관왕 목록